# هاروكي ناكامورا
هاروكي ناكامورا (بالإنجليزية: Haruki Nakamura)‏ هو لاعب كرة قدم أمريكية أمريكي، ولد في 18 أبريل 1986 في إليريا في الولايات المتحدة.

## وصلات خارجية
- هاروكي ناكامورا على موقع مرجع كرة القدم المحترفة.كوم (الإنجليزية)